# The Great Escape Tour
The Great Escape Tour preveía ser la segunda gira como artista principal de la rapera australiana Iggy Azalea, con la cual pretendía promocionar sus álbum The New Classic (2014) y su reedición, Reclassified. El 29 de mayo de 2015, la rapera anunció la cancelación oficial de la gira debido a problemas emocionales por los que estaba pasando y aún quería agregar más producción a los espectáculos.

## Antecedentes y desarrollo
Azalea publicó en Twitter que Nick Jonas estará abriendo su gira junto con el anuncio de la planificación de su próxima gira, The Great Escape Tour. Nick Jonas mencionó que se iba de gira con ella en el Jingle Ball Tour de 2014 en la ciudad Nueva York en el Madison Square Garden. El 14 de diciembre, Azalea anunció que las fechas se darán a conocer el 17 y 18 de diciembre.

## Conciertos cancelados
| 14 de abril de 2015 | Fresno           | Estados Unidos | Save Mart Center           | Nick Jonas Tinashe |
| 16 de abril de 2015 | Sacramento       | Estados Unidos | Sleep Train Arena          | Nick Jonas Tinashe |
| 17 de abril de 2015 | Oakland          | Estados Unidos | Oracle Arena               | Nick Jonas Tinashe |
| 19 de abril de 2015 | Glendale         | Estados Unidos | Glendale Arena             | Nick Jonas Tinashe |
| 21 de abril de 2015 | Los Ángeles      | Estados Unidos | Staples Center             | Nick Jonas Tinashe |
| 23 de abril de 2015 | San Diego        | Estados Unidos | San Diego Sports Arena     | Nick Jonas Tinashe |
| 25 de abril de 2015 | Las Vegas        | Estados Unidos | MGM Grand Garden Arena     | Nick Jonas Tinashe |
| 27 de abril de 2015 | Denver           | Estados Unidos | Pepsi Center               | Nick Jonas Tinashe |
| 30 de abril de 2015 | Minneapolis      | Estados Unidos | Target Center              | Nick Jonas Tinashe |
| 1 de mayo de 2015   | Rosemont         | Estados Unidos | Allstate Arena             | Nick Jonas Tinashe |
| 2 de mayo de 2015   | Auburn Hills     | Estados Unidos | The Palace of Auburn Hills | Nick Jonas Tinashe |
| 3 de mayo de 2015   | Toronto          | Canadá         | Air Canada Centre          | Nick Jonas Tinashe |
| 6 de mayo de 2015   | Boston           | Estados Unidos | TD Garden                  | Nick Jonas Tinashe |
| 7 de mayo de 2015   | Nueva York       | Estados Unidos | Barclays Center            | Nick Jonas Tinashe |
| 8 de mayo de 2015   | Newark           | Estados Unidos | Prudential Center          | Nick Jonas Tinashe |
| 10 de mayo de 2015  | Filadelfia       | Estados Unidos | Wells Fargo Center         | Nick Jonas Tinashe |
| 12 de mayo de 2015  | Washington D. C. | Estados Unidos | Verizon Center             | Nick Jonas Tinashe |
| 13 de mayo de 2015  | Baltimore        | Estados Unidos | 1st Mariner Arena          | Nick Jonas Tinashe |
| 15 de mayo de 2015  | Orlando          | Estados Unidos | Amway Center               | Nick Jonas Tinashe |
| 16 de mayo de 2015  | Miami            | Estados Unidos | AmericanAirlines Arena     | Nick Jonas Tinashe |
| 19 de mayo de 2015  | Atlanta          | Estados Unidos | Philips Arena              | Nick Jonas Tinashe |
| 22 de mayo de 2015  | Dallas           | Estados Unidos | American Airlines Center   | Nick Jonas Tinashe |
| 23 de mayo de 2015  | Houston          | Estados Unidos | Toyota Center              | Nick Jonas Tinashe |
| 24 de mayo de 2015  | Austin           | Estados Unidos | Frank Erwin Center         | Nick Jonas Tinashe |